# サイレン

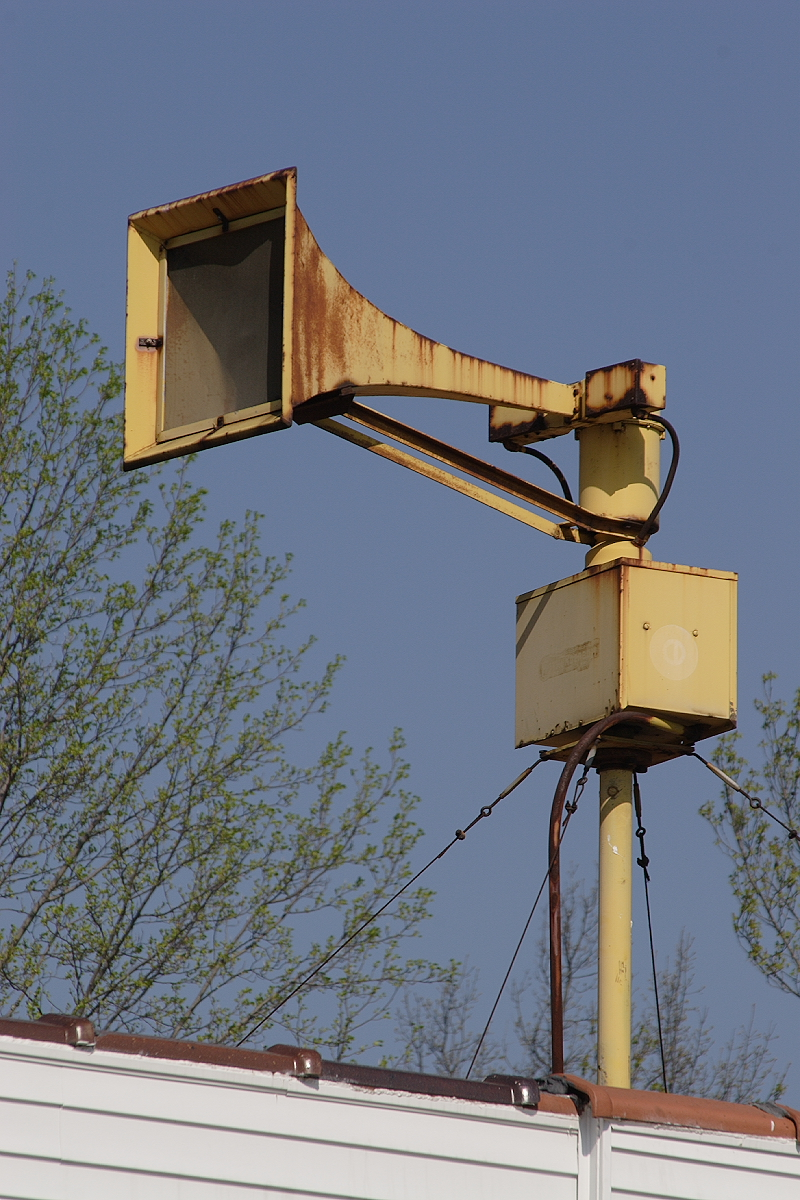
空気圧を用いたサイレンの一例 (Federal Signal Thunderbolt 1003)

サイレン (siren) は、音響により警報を発する装置（音響装置）の一種。名称はギリシャ神話に登場する、航行中の船の乗組員を美声で誘惑、難破させる半人半鳥の精、セイレーンが語源であるとされる。

## サイレン装置
スコットランドの自然哲学者、ジョン・ロビンソンによって発明されたという。
1819年にはフランスの物理学者であったカニャール・ド・ラ・トゥール（Cagniard de la Tour）が、円盤に等間隔に穴をあけて二枚重ねにし、圧搾空気を吹き付けながら回転させることで周期的な音を造り出す装置を考案した。当時、この装置は専ら周波数分析用に使われていた。
その後、ヘルムホルツが回転円盤の穴を斜めにすることで、回転円盤自体がタービンの役割をすることで圧搾空気を送るコンプレッサを不要にする方法を考案した。しかし、この方法は空気圧を大きくするには回転数を上げなければならず、音の強弱と周波数を独立させることができないことが欠点であった。
ベル研究所のR.C.Jonesがニューヨークで50馬力サイレンによる音響伝搬実験を行い、1946年のアメリカ音響学会誌（JASA）に発表した。
サイレンは、空襲警報や救急車、パトカー、消防車など警察・消防の諸機関が、人々に注意を促すために大きな音響を発する装置である。音響装置としてのサイレンには、モーター式サイレン（モーターサイレン）や電子式サイレンなどがある。なお、汽笛などに使用される警笛の装置の動力源には、空気、蒸気、電気などがあり、電気式の代表的なものにモーターサイレン、ピストンホーン、エレクトロタイホン、ゼットホーン等、空気式のものにエアホーン、蒸気式のものにスチームホーンがある（エアホーンやスチームホーンも通常電磁弁によって操作される）。

### ハンドサイレン
ハンドサイレンは手回し式のサイレンで、ハンドルを回すと内部のファンが回転して前面から空気を吸い込んで側面から押し出し、その際に空気流出窓が断続的に開閉して空気が振動し音が鳴る。しかし、消防車に搭載された初期のハンドサイレンは車内から操作できなかったため、車外のステップに立つか身を乗り出す必要があったが、安全確保と疲労軽減のため車内から操作できるようにしたチェーン式ハンドサイレンが使われるようになった。

### モーターサイレン
モーターサイレンは小型モーターを使用した電動式のサイレンである。電子式のサイレンが主流となった後も、一部の消防車では主サイレンとして、救急車では補助用のサイレンとして需要がある。

### 電子式サイレン
電子式サイレンはアンプとスピーカーによって擬似的にサイレンの音を再現する装置である。初期の電子サイレンは音源に発振回路（電気回路）、アンプにアナログアンプを使用していたが、改良によって、音源はメモリとなり、アンプはデジタルアンプを使用するようになった。

### ミュージックサイレン
複数のドラムが回転しながら圧縮した空気を開閉式の穴から断続的に放出し、サイレンの音を音階にしてメロディーを奏でる。ヤマハによると、同社がミュージックサイレンの製造を手がけたのは戦後まもなく。1950年に生産が始まり、自治体や企業に200台近く納品され、製造は1998年、修理点検サービスも2016年で終了した。2024年現在、現役なのは3台だけで、愛媛県八幡浜市の愛宕山、三重県伊賀市の旧上野市庁舎屋上、大分県大分市の百貨店トキハ本店の屋上にある。

## サイレン吹鳴

### フランス
フランスでは第二次世界大戦中に国境沿いにサイレンが整備され、冷戦時になりフランス全土に設置された。このサイレンは訓練及び確認のために毎月第一水曜日の正午に計1分41秒鳴らされる。

### 日本
- 日本の消防車のサイレンの音はハンドサイレンの音が元になったもので電子サイレンが主流になっている[3][5]。ただし、電子サイレンの導入時には緊急車両のサイレンと認められていなかったため、1968年頃まで使用は補助用に限定されていた[3]。一方、日本における救急車は1970年（試験運用期間では1966年）より以前は消防車と同じサイレンを使用していたが、消防車と区別できず消防団員などから消防署へ連絡する事態を生じていたほか、近隣住民の生理的・心理的負担を軽減するため、1966年に救急車用のサイレンとして「ピーポーサイレン」が開発された[3][5]。
- 報時業務に用いられた都市が多い。東京では、1929年5月1日から午砲に代えて、愛宕山公園、小石川高等小学校（現在同地には文京区立茗台中学校がある）、本所公会堂（「両国公会堂」となったのち、2015年解体）の3か所に設置した号笛所からサイレンによる報時を開始し、その後市内各所に号笛所が設置された（1941年12月8日廃止）[9][10]。また、工場など騒音の激しい所や広い所で始業時刻や正午、終業時刻が到来するとサイレンを鳴らすところがある。
- 阪神甲子園球場での高等学校野球大会（春・夏とも）では、プレイボールとゲームセットに長吹鳴の、また試合直前のシートノック（守備練習）許可・終了命令に短吹鳴の音が鳴らされる[11]。また、8月15日の正午（第二次世界大戦の終戦の日）には黙祷を行うため、30秒間にわたって鳴らされる。
- その他、終戦記念日・大災害発生日などの黙祷時や、ダムの放流告知、津波警報などで鳴らされる。

### 楽器
楽器として曲中にも使用されることがある。フランスの作曲家、エドガー・ヴァレーズが作曲した「ハイパープリズム（1924年）」、「イオニザシオン（1931年）」、「ポエム・エレクトロニク（1958年）」が有名。ドミートリイ・ショスタコーヴィチの交響曲第2番やヒンデミットの室内音楽第1番にも使用されている。また、ロックにおいても効果音として使用されることがあり、使用例にはザ・スターリンの「ワルシャワの幻想」などがある。